# 15e cérémonie des Irish Film and Television Awards
La 15e cérémonie des Irish Film and Television Awards (IFTA), organisée par l'Irish Film and Television Academy, a eu lieu le 15 février 2018 et a récompensé les meilleurs films et programmes de télévision de l'année précédente.

## Palmarès

### Cinéma
- Meilleur film : Michael Inside (en)
- Meilleur réalisateur : Aisling Walsh pour Maudie
- Meilleur scénario : Martin McDonagh pour Three Billboards : Les Panneaux de la vengeance
- Meilleur acteur : John Connors dans Cardboard Gangsters (en)
- Meilleure actrice : Saoirse Ronan dans Lady Bird
- Meilleur acteur dans un second rôle : Barry Keoghan dans Mise à mort du cerf sacré
- Meilleure actrice dans un second rôle : Victoria Smurfit dans The Lears
- Meilleur film documentaire : The Farthest
- Meilleur court métrage : Wave
- Meilleur court métrage d'animation : Late Afternoon
- Meilleur film international : Three Billboards : Les Panneaux de la vengeance  États-Unis
- Meilleur acteur international : Ethan Hawke dans Maudie
- Meilleure actrice internationale : Frances McDormand dans Three Billboards : Les Panneaux de la vengeance

### Télévision
- Meilleure série : Game of Thrones
- Meilleur réalisateur : Dearbhla Walsh - Fargo
- Meilleur scénario : Conor McPherson pour Paula
- Meilleur acteur dans un rôle principal : Cillian Murphy dans Peaky Blinders
- Meilleure actrice dans un rôle principal : Caitriona Balfe dans Outlander
- Meilleur acteur dans un rôle secondaire : Liam Cunningham dans Game of Thrones
- Meilleure actrice dans un rôle secondaire : Charlie Murphy dans Peaky Blinders

### Récompenses techniques
- Meilleur directeur de la photographie : Seamus McGarvey pour The Greatest Showman

### Récompenses spéciales
- Gabriel Byrne, récompensé pour l'ensemble de sa carrière.